# العلاقات الزيمبابوية الفنلندية
العلاقات الزيمبابوية الفنلندية هي العلاقات الثنائية التي تجمع بين زيمبابوي وفنلندا.

## مقارنة بين البلدين
هذه مقارنة عامة ومرجعية للدولتين:
| وجه المقارنة                                              | زيمبابوي | فنلندا                                                                               |
| --------------------------------------------------------- | --- | ------------------------------------------------------------------------------------ |
| المساحة (كم2)                                             | 390.76 ألف | 338.42 ألف                                                                           |
| عدد السكان (نسمة)                                         | 16.53 مليون | 5.52 مليون                                                                           |
| الكثافة السكانية (ن./كم²)                                 | 42.3 | 16.31                                                                                |
| العاصمة                                                   | هراري | هلسنكي                                                                               |
| اللغة الرسمية                                             | لغة إنجليزية، اللغة الشونا، النديبيلية الشمالية ‏، لغة الشيشيوا، Barwe ‏، Kalanga language ‏، Tshwa language ‏، النداو ‏، اللغة التسونجا، لغة الإشارة الزيمبابوية ‏، اللغة السوتية، تونغا ‏، اللغة التسوانية، اللغة الفيندية، اللغة الكوسية | اللغة الفنلندية، اللغة السويدية                                                      |
| العملة                                                    | دولار أمريكي | يورو، ماركا فنلندية                                                                  |
| الناتج المحلي الإجمالي (بليون دولار)                      | 17.85 مليار | 251.88 مليار                                                                         |
| الناتج المحلي الإجمالي (تعادل القوة الشرائية) بليون دولار | 27.88 مليار | 231.84 مليار                                                                         |
| الناتج المحلي الإجمالي الاسمي للفرد دولار أمريكي          | 924 | 42.31 ألف                                                                            |
| الناتج المحلي الإجمالي للفرد دولار أمريكي                 | 1.79 ألف | 40.68 ألف                                                                            |
| مؤشر التنمية البشرية                                      | 0.509 | 0.883                                                                                |
| رمز المكالمات الدولي                                      | +263 | +358                                                                                 |
| رمز الإنترنت                                              | .zw | .fi                                                                                  |
| المنطقة الزمنية                                           | ت ع م+02:00 | ت ع م+02:00، ت ع م+03:00، أوروبا/هلسنكي ‏، توقيت شرق أوروبا، توقيت شرق أوروبا الصيفي ‏ |

## منظمات دولية مشتركة
يشترك البلدان في عضوية مجموعة من المنظمات الدولية، منها:
| علم المنظمة | اسم المنظمة                               | تاريخ انضمام زيمبابوي | تاريخ انضمام فنلندا |
| ----------- | ----------------------------------------- | --------------------- | ------------------- |
|             | مؤسسة التنمية الدولية                     | 29 سبتمبر 1980        | 29 ديسمبر 1960      |
|             | الأمم المتحدة                             | 25 أغسطس 1980         | 14 ديسمبر 1955      |
|             | منظمة التجارة العالمية                    | ?                     | 1995                |
|             | منظمة الشرطة الجنائية الدولية             | ?                     | ?                   |
|             | المركز الدولي لتسوية المنازعات الاستشارية | 19 يونيو 1994         | 8 فبراير 1969       |
|             | الاتحاد الدولي للاتصالات                  | 10 فبراير 1981        | 1 سبتمبر 1920       |
|             | الفريق المعني برصد الأرض                  | ?                     | ?                   |
|             | البنك الدولي للإنشاء والتعمير             | 29 سبتمبر 1980        | 14 يناير 1948       |
|             | الاتحاد البريدي العالمي                   | ?                     | ?                   |
|             | منظمة حظر الأسلحة الكيميائية              | ?                     | ?                   |
|             | مؤسسة التمويل الدولية                     | 29 سبتمبر 1980        | 20 يوليو 1956       |
|             | البنك الإفريقي للتنمية                    | ?                     | ?                   |
|             | وكالة ضمان الاستثمار متعدد الأطراف        | 10 أبريل 1992         | 28 ديسمبر 1988      |
|             | يونسكو                                    | 22 سبتمبر 1980        | 10 أكتوبر 1956      |

## وصلات خارجية
- موقع وزارة الخارجية الزيمبابوية
- موقع وزارة الخارجية الفنلندية